# Lương Mông
Lương Mông là một xã thuộc huyện Ba Chẽ, tỉnh Quảng Ninh, Việt Nam.
Xã Lương Mông có diện tích 65,11 km², dân số năm 1999 là 1029 người, mật độ dân số đạt 16 người/km².